# L'Oiseau noir
Pour les articles homonymes, voir Blackbird.
Pour plus de détails, voir Fiche technique et Distribution.
L'Oiseau noir (titre original : The Blackbird) est un film américain réalisé par Tod Browning, sorti en 1926.

## Fiche technique
- Titre : L'Oiseau noir
- Titre original : The Blackbird
- Réalisation : Tod Browning
- Scénario : Waldemar Young, d'après une histoire de Tod Browning
- Photographie  : Percy Hilburn
- Montage : Errol Taggart
- Décors : Cedric Gibbons, A. Arnold Gillespie
- Société de production : Metro-Goldwyn-Mayer
- Pays de production :  États-Unis
- Langue : film muet avec les intertitres en anglais
- Format : Noir et blanc — 35 mm — 1,33:1 — Muet
- Genre : Film dramatique, Film policier
- Durée: 80 minutes (1 h 20)
- Dates de sortie :
  - États-Unis : 10 janvier 1926
- Affiche : Roland Coudon (France)

## Distribution
- Lon Chaney : The Blackbird / The Bishop
- Owen Moore : West End Bertie
- Renée Adorée : Fifi Lorraine
- Andy McLennan : The Shadow
- William Weston : Red
- Doris Lloyd : Limehouse Polly

Et, parmi les acteurs non crédités :
- Lionel Belmore : Propriétaire de la boîte de nuit
- Willie Fung : Un chinois